# Eigenantrag
Als Eigenantrag wird im Insolvenzeröffnungsverfahren der auf die Verfahrenseröffnung gerichtete Antrag des Schuldners bezeichnet. Die Insolvenzordnung verwendet den Begriff nicht.
Das Antragsrecht steht nicht nur Gläubigern, sondern auch dem Schuldner zu, § 13 Abs. 1 Satz 2 InsO.
Der Eigenantrag ist eine wichtige Weichenstellung für das weitere Verfahren:
Der Eröffnungsgrund muss nicht glaubhaft gemacht werden (wichtige Ausnahme: § 15 Abs. 2 InsO – der Antrag wird nicht von allen Mitgliedern des Vertretungsorgans gestellt). Freilich wird das Vorliegen des Eröffnungsgrundes vom Insolvenzgericht geprüft und das Insolvenzverfahren bei Nichtvorliegen nicht eröffnet, § 16 InsO. Bei einem Gläubigerantrag ist dieser ohne Glaubhaftmachung des Eröffnungsgrundes bereits unzulässig, so dass das Vorliegen eines Eröffnungsgrundes nicht einmal geprüft wird.
Der Eigenantrag kann auch bei drohender Zahlungsunfähigkeit gestellt werden, § 18 Abs. 1 InsO. Bei einem Gläubigerantrag muss die Zahlungsunfähigkeit bereits eingetreten sein.
Ein rechtzeitig gestellter Eigenantrag verhindert die Haftung wegen Insolvenzverschleppung, vergleiche für die GmbH §§ 64 und 84 GmbHG.
Bei einem Eigenantrag ist dem Schuldner grundsätzlich die Beschwerde gegen die Eröffnung des Insolvenzverfahrens versperrt.
Beantragt der Schuldner die Anordnung der Eigenverwaltung, so bedarf es bei einem Eigenantrag nicht der Zustimmung der Gläubiger. Die Gläubiger können sich gegen die Eigenverwaltung dann nur noch unter den engen Voraussetzungen des § 272 Abs. 1 Nr. 1, Nr. 2 i. V. m. Abs. 2 InsO wehren.
Der Eigenantrag ist Voraussetzung für den Antrag auf Restschuldbefreiung, § 287 Abs. 1 InsO. Hat ein Gläubiger den Eröffnungsantrag gestellt, muss der die Restschuldbefreiung begehrender Schuldner zusätzlich einen Eigenantrag stellen. Das Insolvenzgericht hat ihn darauf hinzuweisen. Ergeht ein solcher Hinweis nicht, ist der isolierte Restschuldbefreiungsantrag ausnahmsweise zulässig. Ein Eigenantrag und ein damit verbundener Antrag auf Restschuldbefreiung sind auch dann zulässig, wenn zuvor ein Gläubigerantrag mangels Masse abgelehnt wurde.
In Verbraucherinsolvenzverfahren nach §§ 304 ff. InsO ist bei einem Eigenantrag dem Schuldner eine in § 305 InsO aufgezählte Reihe von Obliegenheiten auferlegt und der Eigenantrag führt zu einer zeitlichen Erweiterung der Rückschlagsperre gemäß § 88 Abs. 2 InsO.